# Шалкино
Шалкино — село в Павловском районе Ульяновской области, административно относится к Павловскому городскому поселению.

## География
Село имеет протяженность около 4 км, располагается в котловине на берегу речки Калмантай, в 12 км от районного центра.

## История
Датой основания Шалкино можно считать 1697 год, когда мордва под предводительством Шалки Петаева и Илюшки Алакаева обратились в Пензу с просьбой разрешить им «с товарищами» поселиться «в дедовской старой вотчине», которая располагалась по рекам Избалык, Калмантай и Донгуз. Разрешение было получено, о чём свидетельствует запись в отказных книгах от 4 июля 1697 года.
В Списке населённых мест Российской империи, по сведениям за 1862 год, упоминается как казённое село Шалкино (Никольское) Хвалынского уезда Саратовской губернии, в населённом пункте насчитывалось 455 двора, проживали 1424 мужчин и 1515 женщин, имелись: церковь православная, училище, ярмарка, базар.

## Население
| 2010 |
| ---- |
| 665  |

## Известные уроженцы
- Захаров, Фёдор Васильевич (1896—1968) — советский военный деятель, Генерал-майор.
- Храмайков, Фёдор Тихонович — советский государственный деятель.